# Lignes de bus Noctilien de N100 à N199
Les lignes de bus Noctilien de N100 à N199 constituent une série de lignes exploitées la nuit à Paris et dans le reste de la région Île-de-France par la Société nationale des chemins de fer français, à travers la marque Transilien, par la Régie autonome des transports parisiens ainsi que par les groupes Keolis, Transdev et RATP Cap Île-de-France dans le cadre de l'ouverture à la concurrence des réseaux d'autobus en Île-de-France.

## Lignes N100 à N199
En 2015, seules les lignes N122 et N153 sont équipées du système d'information en ligne destiné à la régulation et à l'information des voyageurs.
Les exploitants correspondent à la situation au 1er janvier 2024.

### Lignes N120 à N129
| Ligne | Caractéristiques | Caractéristiques                        | Caractéristiques                        | Caractéristiques                        | Caractéristiques                        | Caractéristiques                              | Caractéristiques                         | Caractéristiques                        | Caractéristiques                                           |
| N122  | Châtelet ⥋ Saint-Rémy-lès-Chevreuse RER | Châtelet ⥋ Saint-Rémy-lès-Chevreuse RER | Châtelet ⥋ Saint-Rémy-lès-Chevreuse RER | Châtelet ⥋ Saint-Rémy-lès-Chevreuse RER | Châtelet ⥋ Saint-Rémy-lès-Chevreuse RER | Châtelet ⥋ Saint-Rémy-lès-Chevreuse RER       | Châtelet ⥋ Saint-Rémy-lès-Chevreuse RER  | Châtelet ⥋ Saint-Rémy-lès-Chevreuse RER | Châtelet ⥋ Saint-Rémy-lès-Chevreuse RER                    |
| ----- | --- | --------------------------------------- | --------------------------------------- | --------------------------------------- | --------------------------------------- | --------------------------------------------- | ---------------------------------------- | --------------------------------------- | ---------------------------------------------------------- |
| N122  | Ouverture / Fermeture 10 décembre 2006 / — | Longueur —                              | Durée 80 min                            | Nb. d’arrêts 16/17                      | Matériel Crossway                       | Jours de fonctionnement L, Ma, Me, J, V, S, D | Jour / Soir / Nuit / Fêtes N / N / O / O | Voy. / an —                             | Exploitant Transdev, via sa filiale Transdev Sud Yvelines. |
| N122  | Desserte : - Villes et lieux desservis : Paris (Châtelet, Saint-Michel, Luxembourg, Observatoire, Denfert-Rochereau), Massy, Palaiseau, Orsay (Place de la République, Mairie, Hôpital), Bures-sur-Yvette, Gif-sur-Yvette et Saint-Rémy-lès-Chevreuse. - Stations et gares desservies : Châtelet, Saint-Michel, Gare du Luxembourg, Gare de Port-Royal, Gare de Denfert-Rochereau, Porte d'Orléans, Gare de Massy - Palaiseau, Gare de Palaiseau, Gare de Palaiseau - Villebon, Gare de Lozère, Gare d'Orsay-Ville, Gare de La Hacquinière, Gare de Gif-sur-Yvette, Gare de Courcelle-sur-Yvette et Gare de Saint-Rémy-lès-Chevreuse. |                                         |                                         |                                         |                                         |                                               |                                          |                                         |                                                            |
| N122  | Autre : - Zones traversées : 1, 4 et 5. - Arrêts non accessibles aux UFR : — - Particularités : - La ligne fonctionne du lundi au vendredi de 0 h 15 à 6 h 35 et les samedis, dimanches et fêtes de 0 h 10 à 6 h 40. - Entre Châtelet et Porte d'Orléans, la ligne fait doublon avec les N14, N21 et N123. - Son exploitation est confiée à Transdev Sud Yvelines depuis le 28 février 2025. - Le 21 juin, le premier samedi d'octobre et le 31 décembre : Gare Montparnasse ↔ Gare de Saint-Rémy-lès-Chevreuse. - Remplacement nocturne : Elle assure le remplacement nocturne de la ligne B du RER (branche B4) entre Châtelet et Denfert-Rochereau ainsi qu'entre Massy - Palaiseau et Saint-Rémy-lès-Chevreuse. - Date de dernière mise à jour : 28 février 2025. |                                         |                                         |                                         |                                         |                                               |                                          |                                         |                                                            |
| N122  | Dernière actualisation : — |                                         |                                         |                                         |                                         |                                               |                                          |                                         |                                                            |
| N123  | Châtelet ⥋ Gare d'Arpajon | Châtelet ⥋ Gare d'Arpajon               | Châtelet ⥋ Gare d'Arpajon               | Châtelet ⥋ Gare d'Arpajon               | Châtelet ⥋ Gare d'Arpajon               | Châtelet ⥋ Gare d'Arpajon                     | Châtelet ⥋ Gare d'Arpajon                | Châtelet ⥋ Gare d'Arpajon               | Châtelet ⥋ Gare d'Arpajon                                  |
| N123  | Ouverture / Fermeture 1er janvier 2024 / — | Longueur —                              | Durée 75 min                            | Nb. d’arrêts 17                         | Matériel —                              | Jours de fonctionnement L, Ma, Me, J, V, S, D | Jour / Soir / Nuit / Fêtes N / N / O / O | Voy. / an —                             | Exploitant Transdev Cœur Essonne                           |
| N123  | Desserte : - Villes et lieux desservis : Paris (Châtelet, Saint-Michel, Luxembourg, Observatoire, Denfert-Rochereau), Cachan, Antony, Chilly-Mazarin, Longjumeau, La Ville-du-Bois, Montlhéry, Linas, Saint-Germain-lès-Arpajon et Arpajon - Stations et gares desservies : Châtelet, Saint-Michel, Gare du Luxembourg, Gare de Port-Royal, Gare de Denfert-Rochereau, Porte d'Orléans, Gare de La Croix de Berny, Gare de Chilly-Mazarin, Gare de Longjumeau et Gare d'Arpajon. |                                         |                                         |                                         |                                         |                                               |                                          |                                         |                                                            |
| N123  | Autre : - Zones traversées : 1, 3, 4 et 5. - Arrêts non accessibles aux UFR : — - Particularités : - La ligne fonctionne toutes les nuits de 23 h 40 à 5 h 55. - Entre Châtelet et Porte d'Orléans, la ligne fait doublon avec les N14, N21 et N122. - Remplacement nocturne : Elle assure le remplacement nocturne de la ligne B du RER (branche B4) entre Châtelet et Denfert-Rochereau ainsi que celui de la ligne DM151 entre Porte d'Orléans et Arpajon. - Date de dernière mise à jour : 17 décembre 2023. |                                         |                                         |                                         |                                         |                                               |                                          |                                         |                                                            |
| N123  | Dernière actualisation : — |                                         |                                         |                                         |                                         |                                               |                                          |                                         |                                                            |

### Lignes N130 à N139
| Ligne | Caractéristiques | Caractéristiques | Caractéristiques | Caractéristiques | Caractéristiques | Caractéristiques | Caractéristiques | Caractéristiques | Caractéristiques |
| N130  | Gare de Lyon — Van Gogh ⥋ Marne-la-Vallée - Chessy RER - Gare TGV | Gare de Lyon — Van Gogh ⥋ Marne-la-Vallée - Chessy RER - Gare TGV                                                                | Gare de Lyon — Van Gogh ⥋ Marne-la-Vallée - Chessy RER - Gare TGV                                                                | Gare de Lyon — Van Gogh ⥋ Marne-la-Vallée - Chessy RER - Gare TGV                                                                | Gare de Lyon — Van Gogh ⥋ Marne-la-Vallée - Chessy RER - Gare TGV                                                                | Gare de Lyon — Van Gogh ⥋ Marne-la-Vallée - Chessy RER - Gare TGV                                                                | Gare de Lyon — Van Gogh ⥋ Marne-la-Vallée - Chessy RER - Gare TGV                                                                | Gare de Lyon — Van Gogh ⥋ Marne-la-Vallée - Chessy RER - Gare TGV                                                                | Gare de Lyon — Van Gogh ⥋ Marne-la-Vallée - Chessy RER - Gare TGV                                                                |
| ----- | --- | --- | --- | --- | --- | --- | --- | --- | --- |
| N130  | Ouverture / Fermeture 21 septembre 2005 / — | Longueur — | Durée 93-95 min | Nb. d’arrêts 21 | Matériel Intouro M | Jours de fonctionnement L, Ma, Me, J, V, S, D                                                                                    | Jour / Soir / Nuit / Fêtes N / N / O / O                                                                                         | Voy. / an — | Exploitant Transdev Brie et Deux Morin                                                                                           |
| N130  | Desserte : - Villes et lieux desservis : Paris (Ministère de l'Économie et des Finances, Palais omnisports de Paris-Bercy), Champigny-sur-Marne (Parc du Tremblay), Villiers-sur-Marne, Noisy-le-Grand, Champs-sur-Marne, Noisiel, Lognes (Collège du Segrais), Torcy (Collège Jean Monnet), Collégien, Bussy-Saint-Georges, Serris, Montévrain et Chessy (Disneyland Paris). - Stations et gares desservies : Gare de Lyon, Bercy, Cour Saint-Émilion (depuis l'arrêt Terroirs de France), Gare des Boullereaux-Champigny, Gare de Villiers-sur-Marne - Le Plessis-Trévise, Gare de Noisy-le-Grand-Mont d'Est, Gare de Noisy - Champs, Gare de Noisiel, Gare de Torcy, Gare de Bussy-Saint-Georges, Gare du Val d'Europe et Gare de Marne-la-Vallée - Chessy.                                                                                                 | | | | | | | | |
| N130  | Autre : - Zones traversées : 1 à 5. - Arrêts non accessibles aux UFR : Beauséjour, Georges Demésy vers Marne-la-Vallée - Particularités : - La ligne fonctionne tous les jours de 0 h 30 à 6 h 5. - La ligne permet de desservir les zones d'activités de la gare de Lyon et les zones d'activités de l'est parisien. - Remplacement nocturne : Elle assure le remplacement nocturne de la ligne A du RER (branche A4) entre Gare de Lyon - Van Gogh et Marne-la-Vallée - Chessy RER - Gare TGV. - Date de dernière mise à jour : 27 juillet 2022. | | | | | | | | |
| N130  | Dernière actualisation : — | | | | | | | | |
| N131  | Gare de Lyon - Van Gogh ⥋ Gare de Brétigny-sur-Orge RER | Gare de Lyon - Van Gogh ⥋ Gare de Brétigny-sur-Orge RER                                                                          | Gare de Lyon - Van Gogh ⥋ Gare de Brétigny-sur-Orge RER                                                                          | Gare de Lyon - Van Gogh ⥋ Gare de Brétigny-sur-Orge RER                                                                          | Gare de Lyon - Van Gogh ⥋ Gare de Brétigny-sur-Orge RER                                                                          | Gare de Lyon - Van Gogh ⥋ Gare de Brétigny-sur-Orge RER                                                                          | Gare de Lyon - Van Gogh ⥋ Gare de Brétigny-sur-Orge RER                                                                          | Gare de Lyon - Van Gogh ⥋ Gare de Brétigny-sur-Orge RER                                                                          | Gare de Lyon - Van Gogh ⥋ Gare de Brétigny-sur-Orge RER                                                                          |
| N131  | Ouverture / Fermeture 21 septembre 2005 / — | Longueur — | Durée 80-85 min | Nb. d’arrêts 16 | Matériel Integro | Jours de fonctionnement L, Ma, Me, J, V, S, D                                                                                    | Jour / Soir / Nuit / Fêtes N / N / O / O                                                                                         | Voy. / an — | Exploitant Transdev Cœur Essonne                                                                                                 |
| N131  | Desserte : - Villes et lieux desservis : Paris (Bibliothèque François-Mitterrand), Paray-Vieille-Poste (Aéroport de Paris-Orly), Juvisy-sur-Orge (Mairie), Savigny-sur-Orge, Épinay-sur-Orge, Sainte-Geneviève-des-Bois, Saint-Michel-sur-Orge et Brétigny-sur-Orge. - Stations et gares desservies : Gare de Lyon (RER A, RER D et Ligne R), Gare de Lyon (métro) (M 1 et M 14), Gare d'Austerlitz (RER C), Gare d'Austerlitz (métro) (M 5 et M 10), Quai de la Gare (M 6), Gare de la Bibliothèque François-Mitterrand (RER C), Bibliothèque François-Mitterrand (métro) (M 14), Orly 4 (Orlyval, T7 et OrlyBus), Orly 1, 2, 3 (Orlyval et OrlyBus), Gare de Juvisy (RER C et RER D), Gare de Savigny-sur-Orge (RER C), Gare d'Épinay-sur-Orge (RER C et T12), Gare de Sainte-Geneviève-des-Bois, Gare de Saint-Michel-sur-Orge et Gare de Brétigny (RER C). | | | | | | | | |
| N131  | Autre : - Zones traversées : 1, 4 et 5. - Arrêts non accessibles aux UFR : Mairie de Juvisy, Blazy. - Vers Gare de Lyon - Van Gogh : Savigny-sur-Orge RER. - Vers Gare de Brétigny-sur-Orge RER : (néant). - Amplitudes horaires : La ligne fonctionne tous les jours : - vers Gare de Lyon - Van Gogh : avec un premier départ à 0 h 0 du lundi au dimanche et jours fériés, le dernier départ étant fixé à 4 h 25 du lundi au dimanche et jours fériés ; - vers Gare de Brétigny-sur-Orge RER : avec un premier départ à 1 h 35 du lundi au dimanche et jours fériés, le dernier départ étant fixé à 5 h 55 du lundi au dimanche et jours fériés. - Remplacement nocturne : Elle assure le remplacement nocturne de la ligne C du RER (branches C4 et C6) entre Gare d'Austerlitz et Brétigny RER. - Date de dernière mise à jour : 12 janvier 2024.         | | | | | | | | |
| N131  | Dernière actualisation : — | | | | | | | | |
| N132  | Gare de Lyon - Van Gogh ⥋ Melun RER | Gare de Lyon - Van Gogh ⥋ Melun RER                                                                                              | Gare de Lyon - Van Gogh ⥋ Melun RER                                                                                              | Gare de Lyon - Van Gogh ⥋ Melun RER                                                                                              | Gare de Lyon - Van Gogh ⥋ Melun RER                                                                                              | Gare de Lyon - Van Gogh ⥋ Melun RER                                                                                              | Gare de Lyon - Van Gogh ⥋ Melun RER                                                                                              | Gare de Lyon - Van Gogh ⥋ Melun RER                                                                                              | Gare de Lyon - Van Gogh ⥋ Melun RER                                                                                              |
| N132  | Ouverture / Fermeture 21 septembre 2005 / — | Longueur 50 km | Durée 110 min | Nb. d’arrêts 16 | Matériel Intouro Crossway Line                                                                                                   | Jours de fonctionnement L, Ma, Me, J, V, S, D                                                                                    | Jour / Soir / Nuit / Fêtes N / N / O / O                                                                                         | Voy. / an — | Exploitant Transdev Pays de Fontainebleau                                                                                        |
| N132  | Desserte : - Villes et lieux desservis : Paris, Maisons-Alfort, Valenton, Villeneuve-Saint-Georges, Brunoy, Combs-la-Ville, Lieusaint (Zone industrielle), Moissy-Cramayel, Savigny-le-Temple, Cesson, Le Mée-sur-Seine et Melun. - Stations et gares desservies : Gare de Lyon, Gare de Maisons-Alfort - Alfortville, Gare du Vert de Maisons, Gare de Villeneuve-Prairie, Gare de Villeneuve-Triage, Gare de Villeneuve-Saint-Georges, Gare de Combs-la-Ville - Quincy, Gare de Lieusaint - Moissy, Gare de Savigny-le-Temple - Nandy, Gare de Cesson, Gare du Mée et Gare de Melun. | | | | | | | | |
| N132  | Autre : - Zones traversées : 1, 3 à 5. - Arrêts non accessibles aux UFR : — - Particularités : - La ligne fonctionne tous les jours de 1 h 30 à 6 h 20. - Les nuits du vendredi au dimanche, deux bus supplémentaires circulent de Paris-Lyon vers Melun (départs à 1 h et 2 h). - Remplacement nocturne : Elle assure le remplacement nocturne de la ligne D du RER (branche D2) entre Gare de Lyon et Villeneuve-Saint-Georges et entre Combs-la-Ville RER et Melun RER. - Date de dernière mise à jour : 30 juillet 2023. | | | | | | | | |
| N132  | Dernière actualisation : — | | | | | | | | |
| N133  | Gare de Lyon ⥋ Juvisy RER | Gare de Lyon ⥋ Juvisy RER | Gare de Lyon ⥋ Juvisy RER | Gare de Lyon ⥋ Juvisy RER | Gare de Lyon ⥋ Juvisy RER | Gare de Lyon ⥋ Juvisy RER | Gare de Lyon ⥋ Juvisy RER | Gare de Lyon ⥋ Juvisy RER | Gare de Lyon ⥋ Juvisy RER |
| N133  | Ouverture / Fermeture 29 juin 2009 / — | Longueur 20,100 km | Durée 65 min | Nb. d’arrêts 18 | Matériel Integro | Jours de fonctionnement L, Ma, Me, J, V, S, D                                                                                    | Jour / Soir / Nuit / Fêtes N / N / O / O                                                                                         | Voy. / an — | Exploitant Keolis Val d'Yerres Val de Seine                                                                                      |
| N133  | Desserte : - Villes et lieux desservis : Paris (Bibliothèque François-Mitterrand), Ivry-sur-Seine, Vitry-sur-Seine, Choisy-le-Roi, Thiais, Orly, Villeneuve-le-Roi (Place Gounot), Ablon-sur-Seine, Athis-Mons et Juvisy-sur-Orge. - Stations et gares desservies : Gare de Lyon, Gare d'Austerlitz, Gare de la Bibliothèque François-Mitterrand, Porte de Vitry (T3a), Gare de Vitry-sur-Seine, Gare des Ardoines, Rouget de Lisle (T9, Tvm et 393), Gare d'Orly-Ville, Gare de Villeneuve-le-Roi, Gare d'Ablon, Gare d'Athis-Mons et Gare de Juvisy. | | | | | | | | |
| N133  | Autre : - Zones traversées : 1 à 4. - Arrêts non accessibles aux UFR : Aucun. - Particularités : La ligne fonctionne tous les jours de 1 h à 5 h 25. - Remplacement nocturne : Elle assure le remplacement nocturne de la ligne C du RER (branches C2 et C8) entre Gare d'Austerlitz et Juvisy RER. - Date de dernière mise à jour : 27 juillet 2022. | | | | | | | | |
| N133  | Dernière actualisation : — | | | | | | | | |
| N134  | Gare de Lyon ⥋ Combs-la-Ville RER | Gare de Lyon ⥋ Combs-la-Ville RER                                                                                                | Gare de Lyon ⥋ Combs-la-Ville RER                                                                                                | Gare de Lyon ⥋ Combs-la-Ville RER                                                                                                | Gare de Lyon ⥋ Combs-la-Ville RER                                                                                                | Gare de Lyon ⥋ Combs-la-Ville RER                                                                                                | Gare de Lyon ⥋ Combs-la-Ville RER                                                                                                | Gare de Lyon ⥋ Combs-la-Ville RER                                                                                                | Gare de Lyon ⥋ Combs-la-Ville RER                                                                                                |
| N134  | Ouverture / Fermeture 29 juin 2009 / — | Longueur 36 km | Durée 140 min | Nb. d’arrêts 16 | Matériel Intouro Crossway Line                                                                                                   | Jours de fonctionnement L, Ma, Me, J, V, S, D                                                                                    | Jour / Soir / Nuit / Fêtes N / N / O / O                                                                                         | Voy. / an — | Exploitant Keolis Val d'Yerres Val de Seine                                                                                      |
| N134  | Desserte : - Villes et lieux desservis : Paris, Maisons-Alfort, Valenton, Villeneuve-Saint-Georges, Montgeron, Yerres, Brunoy, Épinay-sous-Sénart, Boussy-Saint-Antoine (Stade), Quincy-sous-Sénart et Combs-la-Ville. - Stations et gares desservies : Gare de Lyon, Gare de Maisons-Alfort - Alfortville, Gare du Vert de Maisons, Gare de Villeneuve-Prairie, Gare de Villeneuve-Triage, Gare d'Yerres, Gare de Brunoy, Gare de Boussy-Saint-Antoine et Gare de Combs-la-Ville - Quincy. | | | | | | | | |
| N134  | Autre : - Zones traversées : 1, 3 à 5. - Arrêts non accessibles aux UFR : — - Particularités : - La ligne fonctionne tous les jours de 1 h à 5 h 15. - Les nuits du vendredi au dimanche, un bus supplémentaire circule de Paris-Lyon vers Combs (départ à 2 h 30). - Remplacement nocturne : Elle assure le remplacement nocturne de la ligne D du RER (branche D2) entre Gare de Lyon et Combs-la-Ville RER. - Date de dernière mise à jour : 27 juillet 2022. | | | | | | | | |
| N134  | Dernière actualisation : — | | | | | | | | |
| N135  | Boissy-Saint-Léger RER ⥋ Corbeil-Essonnes RER | Boissy-Saint-Léger RER ⥋ Corbeil-Essonnes RER                                                                                    | Boissy-Saint-Léger RER ⥋ Corbeil-Essonnes RER                                                                                    | Boissy-Saint-Léger RER ⥋ Corbeil-Essonnes RER                                                                                    | Boissy-Saint-Léger RER ⥋ Corbeil-Essonnes RER                                                                                    | Boissy-Saint-Léger RER ⥋ Corbeil-Essonnes RER                                                                                    | Boissy-Saint-Léger RER ⥋ Corbeil-Essonnes RER                                                                                    | Boissy-Saint-Léger RER ⥋ Corbeil-Essonnes RER                                                                                    | Boissy-Saint-Léger RER ⥋ Corbeil-Essonnes RER                                                                                    |
| N135  | Ouverture / Fermeture 29 juin 2009 / — | Longueur — | Durée 71 min | Nb. d’arrêts 20 | Matériel Intouro Crossway Line                                                                                                   | Jours de fonctionnement L, Ma, Me, J, V, S, D                                                                                    | Jour / Soir / Nuit / Fêtes N / N / O / O                                                                                         | Voy. / an — | Exploitant Keolis Val d'Yerres Val de Seine                                                                                      |
| N135  | Desserte : - Villes et lieux desservis : Boissy-Saint-Léger, Limeil-Brévannes, Valenton, Villeneuve-Saint-Georges, Vigneux-sur-Seine (Patte d'Oie), Draveil, Juvisy-sur-Orge, Viry-Châtillon, Grigny, Ris-Orangis, Évry-Courcouronnes et Corbeil-Essonnes. - Stations et gares desservies : Gare de Boissy-Saint-Léger, Gare de Villeneuve-Saint-Georges, Gare de Vigneux-sur-Seine, Gare de Juvisy, Gare de Viry-Châtillon, Gare de Grigny-Centre, Gare d'Évry-Courcouronnes et Gare de Corbeil-Essonnes. | | | | | | | | |
| N135  | Autre : - Zones traversées : 4 et 5. - Arrêts non accessibles aux UFR : — - Particularités : La ligne fonctionne tous les jours de 1 h 20 à 5 h 20. - Remplacement nocturne : Elle assure le remplacement nocturne de la ligne D du RER (branche D6) entre Villeneuve-Saint-Georges RER et Corbeil-Essonnes RER. - Date de dernière mise à jour : 13 janvier 2023. | | | | | | | | |
| N135  | Dernière actualisation : — | | | | | | | | |
| N137  | Gare de Lyon — Van Gogh ⥋ Gare de Fontainebleau - Avon (Montereau-Fault-Yonne — Avenue de Surville les weekends et jours fériés) | Gare de Lyon — Van Gogh ⥋ Gare de Fontainebleau - Avon (Montereau-Fault-Yonne — Avenue de Surville les weekends et jours fériés) | Gare de Lyon — Van Gogh ⥋ Gare de Fontainebleau - Avon (Montereau-Fault-Yonne — Avenue de Surville les weekends et jours fériés) | Gare de Lyon — Van Gogh ⥋ Gare de Fontainebleau - Avon (Montereau-Fault-Yonne — Avenue de Surville les weekends et jours fériés) | Gare de Lyon — Van Gogh ⥋ Gare de Fontainebleau - Avon (Montereau-Fault-Yonne — Avenue de Surville les weekends et jours fériés) | Gare de Lyon — Van Gogh ⥋ Gare de Fontainebleau - Avon (Montereau-Fault-Yonne — Avenue de Surville les weekends et jours fériés) | Gare de Lyon — Van Gogh ⥋ Gare de Fontainebleau - Avon (Montereau-Fault-Yonne — Avenue de Surville les weekends et jours fériés) | Gare de Lyon — Van Gogh ⥋ Gare de Fontainebleau - Avon (Montereau-Fault-Yonne — Avenue de Surville les weekends et jours fériés) | Gare de Lyon — Van Gogh ⥋ Gare de Fontainebleau - Avon (Montereau-Fault-Yonne — Avenue de Surville les weekends et jours fériés) |
| N137  | Ouverture / Fermeture 1er août 2023 / — | Longueur — | Durée 94 (145) min | Nb. d’arrêts 9 (13) | Matériel Crossway | Jours de fonctionnement L, Ma, Me, J, V, S, D                                                                                    | Jour / Soir / Nuit / Fêtes N / N / O / O                                                                                         | Voy. / an — | Exploitant Transdev Pays de Fontainebleau                                                                                        |
| N137  | Desserte : - Villes et lieux desservis : Paris, Boissy-Saint-Léger, Brie-Comte-Robert, Melun, Bois-le-Roi, Avon, Fontainebleau, Moret-Loing-et-Orvanne et Montereau-Fault-Yonne - Stations et gares desservies : Gare de Lyon, Gare de Boissy-Saint-Léger, Gare de Melun, Gare de Bois-le-Roi, Gare de Fontainebleau - Avon, Gare de Moret - Veneux-les-Sablons et Gare de Montereau | | | | | | | | |
| N137  | Autre : - Zones traversées : 1 à 5. - Arrêts non accessibles aux UFR : - Particularités : - La ligne fonctionne tous les jours de 0 h 25 à 5 h, jusqu'à 7 h 25 les weekends et jours fériés ; - Les weekends et jours fériés, la ligne est prolongée jusqu'à Montereau-Fault-Yonne. - Date de dernière mise à jour : 2 juillet 2023. | | | | | | | | |
| N137  | Dernière actualisation : — | | | | | | | | |
| N139  | Gare de Lyon - Diderot ⥋ Corbeil-Essonnes RER | Gare de Lyon - Diderot ⥋ Corbeil-Essonnes RER                                                                                    | Gare de Lyon - Diderot ⥋ Corbeil-Essonnes RER                                                                                    | Gare de Lyon - Diderot ⥋ Corbeil-Essonnes RER                                                                                    | Gare de Lyon - Diderot ⥋ Corbeil-Essonnes RER                                                                                    | Gare de Lyon - Diderot ⥋ Corbeil-Essonnes RER                                                                                    | Gare de Lyon - Diderot ⥋ Corbeil-Essonnes RER                                                                                    | Gare de Lyon - Diderot ⥋ Corbeil-Essonnes RER                                                                                    | Gare de Lyon - Diderot ⥋ Corbeil-Essonnes RER                                                                                    |
| N139  | Ouverture / Fermeture 29 juin 2009 / — | Longueur 37,8 km | Durée 80 min | Nb. d’arrêts 18 | Matériel Intouro Crossway Line                                                                                                   | Jours de fonctionnement L, Ma, Me, J, V, S, D                                                                                    | Jour / Soir / Nuit / Fêtes N / N / O / O                                                                                         | Voy. / an — | Exploitant TISSE |
| N139  | Desserte : - Villes et lieux desservis : Paris, Paray-Vieille-Poste (Aéroport de Paris-Orly), Juvisy-sur-Orge, Viry-Châtillon, Grigny, Ris-Orangis, Évry-Courcouronnes et Corbeil-Essonnes. - Stations et gares desservies : Gare de Lyon, Place d'Italie, Porte d'Italie, Orly 4, Gare de Juvisy, Gare de Viry-Châtillon, Gare de Grigny-Centre, Gare d'Évry-Courcouronnes, Gare du Bras de Fer, Gare d'Essonnes - Robinson (depuis l'arrêt Ambroise Croizat) et Gare de Corbeil-Essonnes. | | | | | | | | |
| N139  | Autre : - Zones traversées : 1, 4 et 5. - Arrêts non accessibles aux UFR : — - Particularités : - La ligne fonctionne tous les jours de 0 h 10 à 7 h 15. - Les nuits du vendredi au dimanche, le service est renforcé avec un bus toutes les 30 minutes (au lieu d'un bus par heure en semaine). - Remplacement nocturne : Elle assure le remplacement nocturne de la ligne D du RER (branches D2 et D4) entre Gare de Lyon et Corbeil-Essonnes RER ainsi que celui de la ligne de bus 9112 entre Corbeil-Essonnes et l'aéroport d'Orly. - Histoire : Jusqu'au 1er janvier 2024, la ligne portait l'indice N144 héritée du temps où elle partait de la gare de l'Est. - Date de dernière mise à jour : 6 avril 2025. | | | | | | | | |
| N139  | Dernière actualisation : — | | | | | | | | |

### Lignes N140 à N149
| Ligne | Caractéristiques | Caractéristiques                                | Caractéristiques                                | Caractéristiques                                | Caractéristiques                                | Caractéristiques                                | Caractéristiques                                | Caractéristiques                                | Caractéristiques                                |
| N140  | Gare de l'Est ⥋ Aéroport Charles de Gaulle - T3 | Gare de l'Est ⥋ Aéroport Charles de Gaulle - T3 | Gare de l'Est ⥋ Aéroport Charles de Gaulle - T3 | Gare de l'Est ⥋ Aéroport Charles de Gaulle - T3 | Gare de l'Est ⥋ Aéroport Charles de Gaulle - T3 | Gare de l'Est ⥋ Aéroport Charles de Gaulle - T3 | Gare de l'Est ⥋ Aéroport Charles de Gaulle - T3 | Gare de l'Est ⥋ Aéroport Charles de Gaulle - T3 | Gare de l'Est ⥋ Aéroport Charles de Gaulle - T3 |
| ----- | --- | ----------------------------------------------- | ----------------------------------------------- | ----------------------------------------------- | ----------------------------------------------- | ----------------------------------------------- | ----------------------------------------------- | ----------------------------------------------- | ----------------------------------------------- |
| N140  | Ouverture / Fermeture 21 septembre 2005 / — | Longueur —                                      | Durée 82 min                                    | Nb. d’arrêts 17                                 | Matériel Intouro M Crossway Line                | Jours de fonctionnement L, Ma, Me, J, V, S, D   | Jour / Soir / Nuit / Fêtes N / N / O / O        | Voy. / an —                                     | Exploitant Keolis Roissy Pays de France Ouest   |
| N140  | Desserte : - Villes et lieux desservis : Paris, Pantin (Mairie), Bobigny, Drancy (Centre), Le Blanc-Mesnil, Aulnay-sous-Bois, Sevran, Villepinte, Tremblay-en-France et Roissy-en-France (Aéroport Roissy-Charles-de-Gaulle). - Stations et gares desservies : Gare de l'Est, Gare Rosa-Parks, Porte de la Villette, Gare de Pantin, Escadrille Normandie-Niémen (T1), Gare du Blanc-Mesnil (à distance), Gare d'Aulnay-sous-Bois, Gare de Sevran - Livry, Gare de l'aéroport Charles-de-Gaulle 1 et Gare de l'aéroport Charles-de-Gaulle 2 TGV.              |                                                 |                                                 |                                                 |                                                 |                                                 |                                                 |                                                 |                                                 |
| N140  | Autre : - Zones traversées : 1 à 5. - Arrêts non accessibles aux UFR : Rond-Point Pierre Semard Paul Vaillant Couturier, Foyer des Bruyères - Particularités : La ligne fonctionne tous les jours de 1 h à 5 h. - Remplacement nocturne : Elle assure le remplacement nocturne de la ligne B du RER (branche B3) entre Blanc-Mesnil RER et Aéroport Charles de Gaulle - T3. - Date de dernière mise à jour : 30 juillet 2023. |                                                 |                                                 |                                                 |                                                 |                                                 |                                                 |                                                 |                                                 |
| N140  | Dernière actualisation : — |                                                 |                                                 |                                                 |                                                 |                                                 |                                                 |                                                 |                                                 |
| N141  | Gare de l'Est ⥋ Gare de Meaux | Gare de l'Est ⥋ Gare de Meaux                   | Gare de l'Est ⥋ Gare de Meaux                   | Gare de l'Est ⥋ Gare de Meaux                   | Gare de l'Est ⥋ Gare de Meaux                   | Gare de l'Est ⥋ Gare de Meaux                   | Gare de l'Est ⥋ Gare de Meaux                   | Gare de l'Est ⥋ Gare de Meaux                   | Gare de l'Est ⥋ Gare de Meaux                   |
| N141  | Ouverture / Fermeture 10 décembre 2006 / — | Longueur —                                      | Durée 105 min                                   | Nb. d’arrêts 14                                 | Matériel Intouro Crossway Pop Récréo II         | Jours de fonctionnement L, Ma, Me, J, V, S, D   | Jour / Soir / Nuit / Fêtes N / N / O / O        | Voy. / an —                                     | Exploitant Transdev Marne-et-Ourcq              |
| N141  | Desserte : - Villes et lieux desservis : Paris, Neuilly-Plaisance, Neuilly-sur-Marne, Chelles, Vaires-sur-Marne, Saint-Thibault-des-Vignes, Lagny-sur-Marne, Montévrain, Chessy, Esbly et Meaux. - Stations et gares desservies : Gare de l'Est, République, Porte de Bagnolet, Gare de Neuilly-Plaisance, Gare de Chelles - Gournay, Gare de Vaires - Torcy, Gare de Lagny - Thorigny, Gare d'Esbly, Gare de Marne-la-Vallée - Chessy et Gare de Meaux. |                                                 |                                                 |                                                 |                                                 |                                                 |                                                 |                                                 |                                                 |
| N141  | Autre : - Zones traversées : 1 à 5. - Arrêts non accessibles aux UFR : Ville Evrard, Saint-Thibault-des-Vignes, Esbly vers Paris - Particularités : La ligne fonctionne tous les jours de 0 h 30 à 6 h 15. - Remplacement nocturne : Elle assure le remplacement nocturne de la Ligne P du Transilien entre Gare de Chelles - Gournay et Gare de Meaux. - Date de dernière mise à jour : 27 juillet 2022. |                                                 |                                                 |                                                 |                                                 |                                                 |                                                 |                                                 |                                                 |
| N141  | Dernière actualisation : — |                                                 |                                                 |                                                 |                                                 |                                                 |                                                 |                                                 |                                                 |
| N142  | Gare de l'Est ⥋ Gare de Tournan | Gare de l'Est ⥋ Gare de Tournan                 | Gare de l'Est ⥋ Gare de Tournan                 | Gare de l'Est ⥋ Gare de Tournan                 | Gare de l'Est ⥋ Gare de Tournan                 | Gare de l'Est ⥋ Gare de Tournan                 | Gare de l'Est ⥋ Gare de Tournan                 | Gare de l'Est ⥋ Gare de Tournan                 | Gare de l'Est ⥋ Gare de Tournan                 |
| N142  | Ouverture / Fermeture 10 décembre 2006 / — | Longueur —                                      | Durée 90 min                                    | Nb. d’arrêts 13                                 | Matériel Intouro M                              | Jours de fonctionnement L, Ma, Me, J, V, S, D   | Jour / Soir / Nuit / Fêtes N / N / O / O        | Voy. / an —                                     | Exploitant Keolis Portes et Val de Brie         |
| N142  | Desserte : - Villes et lieux desservis : Paris, Rosny-sous-Bois, Fontenay-sous-Bois, Le Perreux-sur-Marne, Émerainville, Pontault-Combault, Roissy-en-Brie, Ozoir-la-Ferrière, Gretz-Armainvilliers et Tournan-en-Brie. - Stations et gares desservies : Gare de l'Est, République, Porte de Bagnolet, Gare de Rosny-Bois-Perrier, Gare de Rosny-sous-Bois, Gare du Val de Fontenay, Gare de Nogent - Le Perreux, Gare d'Émerainville - Pontault-Combault, Gare de Roissy-en-Brie, Gare d'Ozoir-la-Ferrière, Gare de Gretz-Armainvilliers et Gare de Tournan. |                                                 |                                                 |                                                 |                                                 |                                                 |                                                 |                                                 |                                                 |
| N142  | Autre : - Zones traversées : 1 à 3 et 5. - Arrêts non accessibles aux UFR : Tournan - Particularités : La ligne fonctionne tous les jours de 0 h 50 à 6 h. - Remplacement nocturne : Elle assure le remplacement nocturne de la ligne E du RER (branche E4) entre Rosny-Bois-Perrier RER et Gare de Tournan. - Date de dernière mise à jour : 14 janvier 2023. |                                                 |                                                 |                                                 |                                                 |                                                 |                                                 |                                                 |                                                 |
| N142  | Dernière actualisation : — |                                                 |                                                 |                                                 |                                                 |                                                 |                                                 |                                                 |                                                 |
| N143  | Gare de l'Est ⥋ Aéroport Charles de Gaulle - T3 | Gare de l'Est ⥋ Aéroport Charles de Gaulle - T3 | Gare de l'Est ⥋ Aéroport Charles de Gaulle - T3 | Gare de l'Est ⥋ Aéroport Charles de Gaulle - T3 | Gare de l'Est ⥋ Aéroport Charles de Gaulle - T3 | Gare de l'Est ⥋ Aéroport Charles de Gaulle - T3 | Gare de l'Est ⥋ Aéroport Charles de Gaulle - T3 | Gare de l'Est ⥋ Aéroport Charles de Gaulle - T3 | Gare de l'Est ⥋ Aéroport Charles de Gaulle - T3 |
| N143  | Ouverture / Fermeture 29 juin 2009 / — | Longueur —                                      | Durée 57 min                                    | Nb. d’arrêts 9                                  | Matériel Intouro                                | Jours de fonctionnement L, Ma, Me, J, V, S, D   | Jour / Soir / Nuit / Fêtes N / N / O / O        | Voy. / an —                                     | Exploitant Keolis Roissy Pays de France Ouest   |
| N143  | Desserte : - Villes et lieux desservis : Paris, Saint-Denis (Stade de France) et Roissy-en-France (Aéroport Roissy-Charles-de-Gaulle). - Stations et gares desservies : Gare de l'Est, Gare du Nord, Porte de la Chapelle, Saint-Denis - Porte de Paris, Gare de l'aéroport Charles-de-Gaulle 1 et Gare de l'aéroport Charles-de-Gaulle 2 TGV. |                                                 |                                                 |                                                 |                                                 |                                                 |                                                 |                                                 |                                                 |
| N143  | Autre : - Zones traversées : 1, 3 et 5. - Arrêts non accessibles aux UFR : Cargo Centre - Particularités : - La ligne fonctionne tous les jours de 0 h à 6 h 5. - La ligne renforce la ligne N140 en reliant également Paris et l'aéroport CDG mais avec un trajet autoroutier semi-direct plus rapide (via Saint-Denis). - Date de dernière mise à jour : 30 juillet 2023. |                                                 |                                                 |                                                 |                                                 |                                                 |                                                 |                                                 |                                                 |
| N143  | Dernière actualisation : — |                                                 |                                                 |                                                 |                                                 |                                                 |                                                 |                                                 |                                                 |
| N146  | Gare de l'Est ⥋ Gare de Survilliers - Fosses | Gare de l'Est ⥋ Gare de Survilliers - Fosses    | Gare de l'Est ⥋ Gare de Survilliers - Fosses    | Gare de l'Est ⥋ Gare de Survilliers - Fosses    | Gare de l'Est ⥋ Gare de Survilliers - Fosses    | Gare de l'Est ⥋ Gare de Survilliers - Fosses    | Gare de l'Est ⥋ Gare de Survilliers - Fosses    | Gare de l'Est ⥋ Gare de Survilliers - Fosses    | Gare de l'Est ⥋ Gare de Survilliers - Fosses    |
| N146  | Ouverture / Fermeture 1er août 2023 / — | Longueur —                                      | Durée —                                         | Nb. d’arrêts 11                                 | Matériel Autocars                               | Jours de fonctionnement L, Ma, Me, J, V, S, D   | Jour / Soir / Nuit / Fêtes N / N / O / O        | Voy. / an —                                     | Exploitant Keolis Roissy Pays de France Ouest   |
| N146  | Desserte : - Villes et lieux desservis : Paris, Garges-lès-Gonesse, Arnouville, Goussainville, Louvres et Fosses - Stations et gares desservies : Gare de l'Est, Garges - Sarcelles, Villiers-le-Bel - Gonesse - Arnouville, Goussainville, Louvres et Survilliers - Fosses |                                                 |                                                 |                                                 |                                                 |                                                 |                                                 |                                                 |                                                 |
| N146  | Autre : - Zones traversées : 1 à 5. - Arrêts non accessibles aux UFR : — - Particularités : La ligne fonctionne tous les jours de 0 h 15 à 5 h 50. - Remplacement nocturne : Elle assure le remplacement nocturne de la ligne D du RER (branche D1) entre Garges - Sarcelles et Survilliers - Fosses. - Date de dernière mise à jour : 26 décembre 2023. |                                                 |                                                 |                                                 |                                                 |                                                 |                                                 |                                                 |                                                 |
| N146  | Dernière actualisation : — |                                                 |                                                 |                                                 |                                                 |                                                 |                                                 |                                                 |                                                 |
| N147  | Gare de l'Est ⥋ Gare de Persan - Beaumont | Gare de l'Est ⥋ Gare de Persan - Beaumont       | Gare de l'Est ⥋ Gare de Persan - Beaumont       | Gare de l'Est ⥋ Gare de Persan - Beaumont       | Gare de l'Est ⥋ Gare de Persan - Beaumont       | Gare de l'Est ⥋ Gare de Persan - Beaumont       | Gare de l'Est ⥋ Gare de Persan - Beaumont       | Gare de l'Est ⥋ Gare de Persan - Beaumont       | Gare de l'Est ⥋ Gare de Persan - Beaumont       |
| N147  | Ouverture / Fermeture 1er janvier 2024 / — | Longueur —                                      | Durée —                                         | Nb. d’arrêts 11                                 | Matériel Autocars                               | Jours de fonctionnement L, Ma, Me, J, V, S, D   | Jour / Soir / Nuit / Fêtes N / N / O / O        | Voy. / an —                                     | Exploitant Keolis Vallée de l’Oise              |
| N147  | Desserte : - Villes et lieux desservis : Paris, Ézanville, Domont, Montsoult, L'Isle-Adam, Parmain, Champagne-sur-Oise et Persan - Stations et gares desservies : Gare de l'Est, Gare du Nord, Porte de la Chapelle, Écouen - Ézanville, Domont, Montsoult - Maffliers, L'Isle-Adam - Parmain, Champagne-sur-Oise et Persan - Beaumont |                                                 |                                                 |                                                 |                                                 |                                                 |                                                 |                                                 |                                                 |
| N147  | Autre : - Zones traversées : 1 à 5. - Arrêts non accessibles aux UFR : — - Particularités : La ligne fonctionne tous les jours de 0 h 10 à 4 h. - Remplacement nocturne : Elle assure le remplacement nocturne de la ligne H du Transilien entre Gare de l'Est et Persan - Beaumont. - Date de dernière mise à jour : 26 décembre 2023. |                                                 |                                                 |                                                 |                                                 |                                                 |                                                 |                                                 |                                                 |
| N147  | Dernière actualisation : — |                                                 |                                                 |                                                 |                                                 |                                                 |                                                 |                                                 |                                                 |
| N148  | Gare de l'Est ⥋ Gare de Taverny | Gare de l'Est ⥋ Gare de Taverny                 | Gare de l'Est ⥋ Gare de Taverny                 | Gare de l'Est ⥋ Gare de Taverny                 | Gare de l'Est ⥋ Gare de Taverny                 | Gare de l'Est ⥋ Gare de Taverny                 | Gare de l'Est ⥋ Gare de Taverny                 | Gare de l'Est ⥋ Gare de Taverny                 | Gare de l'Est ⥋ Gare de Taverny                 |
| N148  | Ouverture / Fermeture 1er août 2024 / — | Longueur —                                      | Durée —                                         | Nb. d’arrêts 7                                  | Matériel Autocars                               | Jours de fonctionnement L, Ma, Me, J, V, S, D   | Jour / Soir / Nuit / Fêtes N / N / O / O        | Voy. / an —                                     | Exploitant Francilité Val Parisis               |
| N148  | Desserte : - Villes et lieux desservis : Paris, Gennevilliers, Épinay-sur-Seine, Saint-Gratien, Ermont et Taverny - Stations et gares desservies : Gare de l'Est, Gare du Nord, Gare des Grésillons, Gare de Saint-Gratien, Gare d'Ermont - Eaubonne et Gare de Taverny |                                                 |                                                 |                                                 |                                                 |                                                 |                                                 |                                                 |                                                 |
| N148  | Autre : - Zones traversées : 1 à 4. - Arrêts non accessibles aux UFR : — - Particularités : La ligne fonctionne tous les jours de 23 h à 5 h 20. - Remplacement nocturne : _ - Date de dernière mise à jour : 3 novembre 2024. |                                                 |                                                 |                                                 |                                                 |                                                 |                                                 |                                                 |                                                 |
| N148  | Dernière actualisation : — |                                                 |                                                 |                                                 |                                                 |                                                 |                                                 |                                                 |                                                 |

### Lignes N150 à N159
| Ligne | Caractéristiques | Caractéristiques                              | Caractéristiques                              | Caractéristiques                              | Caractéristiques                              | Caractéristiques                              | Caractéristiques                              | Caractéristiques                              | Caractéristiques                                        |
| N150  | Gare Saint-Lazare ⥋ Cergy-le-Haut RER | Gare Saint-Lazare ⥋ Cergy-le-Haut RER         | Gare Saint-Lazare ⥋ Cergy-le-Haut RER         | Gare Saint-Lazare ⥋ Cergy-le-Haut RER         | Gare Saint-Lazare ⥋ Cergy-le-Haut RER         | Gare Saint-Lazare ⥋ Cergy-le-Haut RER         | Gare Saint-Lazare ⥋ Cergy-le-Haut RER         | Gare Saint-Lazare ⥋ Cergy-le-Haut RER         | Gare Saint-Lazare ⥋ Cergy-le-Haut RER                   |
| ----- | --- | --------------------------------------------- | --------------------------------------------- | --------------------------------------------- | --------------------------------------------- | --------------------------------------------- | --------------------------------------------- | --------------------------------------------- | ------------------------------------------------------- |
| N150  | Ouverture / Fermeture 21 septembre 2005 / — | Longueur —                                    | Durée 70 min                                  | Nb. d’arrêts 9                                | Matériel —                                    | Jours de fonctionnement L, Ma, Me, J, V, S, D | Jour / Soir / Nuit / Fêtes N / N / O / O      | Voy. / an —                                   | Exploitant Transdev Vexin                               |
| N150  | Desserte : - Villes et lieux desservis : Paris, Beauchamp, Pierrelaye, Saint-Ouen-l'Aumône, Pontoise et Cergy. - Stations et gares desservies : Gare Saint-Lazare, Gare de Montigny - Beauchamp, Gare de Pierrelaye, Gare de Saint-Ouen-l'Aumône, Gare de Pontoise, Gare de Cergy-Préfecture, Gare de Cergy-Saint-Christophe et Gare de Cergy-le-Haut. |                                               |                                               |                                               |                                               |                                               |                                               |                                               |                                                         |
| N150  | Autre : - Zones traversées : 1, 4 et 5. - Arrêts non accessibles aux UFR : Carrière-sous-Poissy vers Paris, Triel-sur-Seine, Gare des Clairières de Verneuil - Particularités : La ligne fonctionne tous les jours de 0 h à 5 h 40. - Remplacement nocturne : Elle assure le remplacement nocturne de la ligne C du RER (branche C1) entre Gare de Montigny - Beauchamp et Gare de Pontoise. - Date de dernière mise à jour : 18 juillet 2022.                                                                                            |                                               |                                               |                                               |                                               |                                               |                                               |                                               |                                                         |
| N150  | Dernière actualisation : — |                                               |                                               |                                               |                                               |                                               |                                               |                                               |                                                         |
| N151  | Gare Saint-Lazare ⥋ Gare de Mantes-la-Jolie | Gare Saint-Lazare ⥋ Gare de Mantes-la-Jolie   | Gare Saint-Lazare ⥋ Gare de Mantes-la-Jolie   | Gare Saint-Lazare ⥋ Gare de Mantes-la-Jolie   | Gare Saint-Lazare ⥋ Gare de Mantes-la-Jolie   | Gare Saint-Lazare ⥋ Gare de Mantes-la-Jolie   | Gare Saint-Lazare ⥋ Gare de Mantes-la-Jolie   | Gare Saint-Lazare ⥋ Gare de Mantes-la-Jolie   | Gare Saint-Lazare ⥋ Gare de Mantes-la-Jolie             |
| N151  | Ouverture / Fermeture 21 septembre 2005 / — | Longueur —                                    | Durée 95 min                                  | Nb. d’arrêts 14                               | Matériel —                                    | Jours de fonctionnement L, Ma, Me, J, V, S, D | Jour / Soir / Nuit / Fêtes N / N / O / O      | Voy. / an —                                   | Exploitant RATP Cap Mantois                             |
| N151  | Desserte : - Villes et lieux desservis : Paris, Villennes-sur-Seine, Poissy, Carrières-sous-Poissy, Triel-sur-Seine, Verneuil-sur-Seine, Les Mureaux, Mantes-la-Ville et Mantes-la-Jolie. - Stations et gares desservies : Gare Saint-Lazare, Charles de Gaulle - Étoile, Porte Maillot, Gare de Villennes-sur-Seine, Gare de Poissy, Gare de Vernouillet - Verneuil, Gare des Clairières de Verneuil, Gare des Mureaux, Gare de Mantes-Station et Gare de Mantes-la-Jolie.                                                               |                                               |                                               |                                               |                                               |                                               |                                               |                                               |                                                         |
| N151  | Autre : - Zones traversées : 1 et 5. - Arrêts non accessibles aux UFR : — - Particularités : La ligne fonctionne tous les jours de 0 h 10 à 6 h 35. - Remplacement nocturne : Elle assure le remplacement nocturne de la ligne J du Transilien entre Gare de Villennes-sur-Seine et Gare de Mantes-la-Jolie. - Date de dernière mise à jour : 3 janvier 2024. |                                               |                                               |                                               |                                               |                                               |                                               |                                               |                                                         |
| N151  | Dernière actualisation : — |                                               |                                               |                                               |                                               |                                               |                                               |                                               |                                                         |
| N152  | Gare Saint-Lazare ⥋ Cergy - Le Haut RER | Gare Saint-Lazare ⥋ Cergy - Le Haut RER       | Gare Saint-Lazare ⥋ Cergy - Le Haut RER       | Gare Saint-Lazare ⥋ Cergy - Le Haut RER       | Gare Saint-Lazare ⥋ Cergy - Le Haut RER       | Gare Saint-Lazare ⥋ Cergy - Le Haut RER       | Gare Saint-Lazare ⥋ Cergy - Le Haut RER       | Gare Saint-Lazare ⥋ Cergy - Le Haut RER       | Gare Saint-Lazare ⥋ Cergy - Le Haut RER                 |
| N152  | Ouverture / Fermeture 21 septembre 2005 / — | Longueur —                                    | Durée 100 min                                 | Nb. d’arrêts 18                               | Matériel —                                    | Jours de fonctionnement L, Ma, Me, J, V, S, D | Jour / Soir / Nuit / Fêtes N / N / O / O      | Voy. / an —                                   | Exploitant Transdev Vexin                               |
| N152  | Desserte : - Villes et lieux desservis : Paris, Neuilly-sur-Seine, Courbevoie, Colombes, Bezons, Houilles, Sartrouville, Maisons-Laffitte, Achères, Conflans-Sainte-Honorine, Éragny, Neuville-sur-Oise (Université) et Cergy. - Stations et gares desservies : Gare Saint-Lazare, Gare de La Garenne-Colombes, Gare de Maisons-Laffitte, Gare d'Achères - Grand-Cormier, Gare d'Achères-Ville, Gare d'Éragny - Neuville, Gare de Neuville-Université, Gare de Cergy-Préfecture, Gare de Cergy-Saint-Christophe et Gare de Cergy-le-Haut. |                                               |                                               |                                               |                                               |                                               |                                               |                                               |                                                         |
| N152  | Autre : - Zones traversées : 1 à 5. - Arrêts non accessibles aux UFR : — - Particularités : La ligne fonctionne tous les jours de 0 h 40 à 6 h 20. - Remplacement nocturne : Elle assure le remplacement nocturne de la ligne A du RER (branches A3 et A5) et de la ligne L du Transilien entre Gare de Maisons-Laffitte et Cergy-le-Haut RER. - Date de dernière mise à jour : 18 juillet 2022. |                                               |                                               |                                               |                                               |                                               |                                               |                                               |                                                         |
| N152  | Dernière actualisation : — |                                               |                                               |                                               |                                               |                                               |                                               |                                               |                                                         |
| N153  | Gare Saint-Lazare ⥋ Saint-Germain-en-Laye RER | Gare Saint-Lazare ⥋ Saint-Germain-en-Laye RER | Gare Saint-Lazare ⥋ Saint-Germain-en-Laye RER | Gare Saint-Lazare ⥋ Saint-Germain-en-Laye RER | Gare Saint-Lazare ⥋ Saint-Germain-en-Laye RER | Gare Saint-Lazare ⥋ Saint-Germain-en-Laye RER | Gare Saint-Lazare ⥋ Saint-Germain-en-Laye RER | Gare Saint-Lazare ⥋ Saint-Germain-en-Laye RER | Gare Saint-Lazare ⥋ Saint-Germain-en-Laye RER           |
| N153  | Ouverture / Fermeture 10 décembre 2006 / — | Longueur ~23 km                               | Durée 41-48 min                               | Nb. d’arrêts 25                               | Matériel Intouro                              | Jours de fonctionnement L, Ma, Me, J, V, S, D | Jour / Soir / Nuit / Fêtes N / N / O / O      | Voy. / an —                                   | Exploitant Viabus (pour Saint-Germain Boucles de Seine) |
| N153  | Desserte : - Villes et lieux desservis : Paris, Neuilly-sur-Seine, Nanterre, Rueil-Malmaison, Chatou (Mairie), Le Vésinet (Mairie) et Saint-Germain-en-Laye. - Stations et gares desservies : Gare Saint-Lazare, Charles de Gaulle - Étoile - Friedland, Porte Maillot, Gare de Nanterre-Ville, Gare de Rueil-Malmaison, Gare de Chatou - Croissy, Gare du Vésinet-Centre, Gare du Vésinet - Le Pecq et Gare de Saint-Germain-en-Laye. |                                               |                                               |                                               |                                               |                                               |                                               |                                               |                                                         |
| N153  | Autre : - Zones traversées : 1 à 4. - Arrêts non accessibles aux UFR : Aucun - Particularités : - La ligne fonctionne du lundi au vendredi de 0 h 30 à 6 h 20 et les samedis, dimanches et fêtes jusqu'à 6 h 25. - Remplacement nocturne : Elle assure le remplacement nocturne de la ligne A du RER entre Gare de Nanterre-Ville et Saint-Germain-en-Laye RER. - Date de dernière mise à jour : 5 mars 2025. |                                               |                                               |                                               |                                               |                                               |                                               |                                               |                                                         |
| N153  | Dernière actualisation : — |                                               |                                               |                                               |                                               |                                               |                                               |                                               |                                                         |
| N154  | Gare Saint-Lazare ⥋ Montigny - Beauchamp RER | Gare Saint-Lazare ⥋ Montigny - Beauchamp RER  | Gare Saint-Lazare ⥋ Montigny - Beauchamp RER  | Gare Saint-Lazare ⥋ Montigny - Beauchamp RER  | Gare Saint-Lazare ⥋ Montigny - Beauchamp RER  | Gare Saint-Lazare ⥋ Montigny - Beauchamp RER  | Gare Saint-Lazare ⥋ Montigny - Beauchamp RER  | Gare Saint-Lazare ⥋ Montigny - Beauchamp RER  | Gare Saint-Lazare ⥋ Montigny - Beauchamp RER            |
| N154  | Ouverture / Fermeture 29 juin 2009 / — | Longueur —                                    | Durée 68 min                                  | Nb. d’arrêts 15                               | Matériel —                                    | Jours de fonctionnement L, Ma, Me, J, V, S, D | Jour / Soir / Nuit / Fêtes N / N / O / O      | Voy. / an —                                   | Exploitant Transdev Vexin                               |
| N154  | Desserte : - Villes et lieux desservis : Paris, Clichy, Asnières-sur-Seine, Gennevilliers, Épinay-sur-Seine, Saint-Gratien, Ermont, Sannois, Franconville et Beauchamp. - Stations et gares desservies : Gare Saint-Lazare, Gare de Pont-Cardinet, Gare de Clichy - Levallois, Gare d'Asnières-sur-Seine, Gare des Grésillons, Gare d'Épinay-sur-Seine, Gare de Saint-Gratien, Gare d'Ermont - Eaubonne, Gare de Sannois, Gare de Franconville - Le Plessis-Bouchard et Gare de Montigny - Beauchamp.                                     |                                               |                                               |                                               |                                               |                                               |                                               |                                               |                                                         |
| N154  | Autre : - Zones traversées : 1 à 4. - Arrêts non accessibles aux UFR : Maison Bleue vers Montigny - Beauchamp - Particularités : La ligne fonctionne tous les jours de 0 h 50 à 6 h. - Remplacement nocturne : Elle assure le remplacement nocturne de la ligne C du RER (branche C1) entre Gare des Grésillons et Montigny - Beauchamp RER et de la ligne H du Transilien entre Gare d'Ermont - Eaubonne et Montigny - Beauchamp RER. - Date de dernière mise à jour : 18 juillet 2022.                                                  |                                               |                                               |                                               |                                               |                                               |                                               |                                               |                                                         |
| N154  | Dernière actualisation : — |                                               |                                               |                                               |                                               |                                               |                                               |                                               |                                                         |
| N155  | Gare Saint-Lazare ⥋ Gare de Poissy | Gare Saint-Lazare ⥋ Gare de Poissy            | Gare Saint-Lazare ⥋ Gare de Poissy            | Gare Saint-Lazare ⥋ Gare de Poissy            | Gare Saint-Lazare ⥋ Gare de Poissy            | Gare Saint-Lazare ⥋ Gare de Poissy            | Gare Saint-Lazare ⥋ Gare de Poissy            | Gare Saint-Lazare ⥋ Gare de Poissy            | Gare Saint-Lazare ⥋ Gare de Poissy                      |
| N155  | Ouverture / Fermeture 2 janvier 2023 / — | Longueur —                                    | Durée 120 min                                 | Nb. d’arrêts 10                               | Matériel —                                    | Jours de fonctionnement L, Ma, Me, J, V, S, D | Jour / Soir / Nuit / Fêtes N / N / O / O      | Voy. / an —                                   | Exploitant Keolis Seine et Oise Est                     |
| N155  | Desserte : - Villes et lieux desservis : Paris, Cormeilles-en-Parisis, La Frette-sur-Seine, Herblay-sur-Seine, Conflans-Sainte-Honorine, Maurecourt, Andrésy, Poissy. - Stations et gares desservies : Gare Saint-Lazare, Gare de Cormeilles-en-Parisis, Gare de La Frette - Montigny, Gare d'Herblay, Gare de Conflans-Sainte-Honorine, Gare de Conflans-Fin-d'Oise, Gare de Maurecourt, Gare d'Andrésy, Gare de Poissy |                                               |                                               |                                               |                                               |                                               |                                               |                                               |                                                         |
| N155  | Autre : - Zones traversées : 1 à 5. - Arrêts non accessibles aux UFR : - Particularités : La ligne fonctionne tous les jours de 23 h 20 à 6 h 45. - Remplacement nocturne : Elle assure le remplacement nocturne de la ligne J du Transilien entre Gare Saint-Lazare et Gare de Poissy. - Date de dernière mise à jour : 29 décembre 2022. |                                               |                                               |                                               |                                               |                                               |                                               |                                               |                                                         |
| N155  | Dernière actualisation : — |                                               |                                               |                                               |                                               |                                               |                                               |                                               |                                                         |

### Lignes N160 à 169
| Ligne | Caractéristiques | Caractéristiques                              | Caractéristiques                              | Caractéristiques                              | Caractéristiques                              | Caractéristiques                              | Caractéristiques                              | Caractéristiques                              | Caractéristiques                              |
| N160  | Gare Montparnasse ⥋ Gare de Plaisir - Grignon | Gare Montparnasse ⥋ Gare de Plaisir - Grignon | Gare Montparnasse ⥋ Gare de Plaisir - Grignon | Gare Montparnasse ⥋ Gare de Plaisir - Grignon | Gare Montparnasse ⥋ Gare de Plaisir - Grignon | Gare Montparnasse ⥋ Gare de Plaisir - Grignon | Gare Montparnasse ⥋ Gare de Plaisir - Grignon | Gare Montparnasse ⥋ Gare de Plaisir - Grignon | Gare Montparnasse ⥋ Gare de Plaisir - Grignon |
| ----- | --- | --------------------------------------------- | --------------------------------------------- | --------------------------------------------- | --------------------------------------------- | --------------------------------------------- | --------------------------------------------- | --------------------------------------------- | --------------------------------------------- |
| N160  | Ouverture / Fermeture 8 juillet 2024 / — | Longueur —                                    | Durée —                                       | Nb. d’arrêts 16                               | Matériel —                                    | Jours de fonctionnement L, Ma, Me, J, V, S, D | Jour / Soir / Nuit / Fêtes N / N / O / O      | Voy. / an —                                   | Exploitant Transdev Sud Yvelines              |
| N160  | Desserte : - Villes et lieux desservis : Paris, Issy-les-Moulineaux, Meudon, Chaville, Viroflay, Versailles, Saint-Cyr-l'École, Fontenay-le-Fleury, Les Clayes-sous-Bois et Plaisir. - Stations et gares desservies : Gare Montparnasse, Gare de Javel, Gare du Pont du Garigliano - Hôpital européen Georges-Pompidou, Gare d'Issy-Val de Seine, Gare d'Issy, Gare de Bellevue, Gare de Chaville-Rive-Gauche, Gare de Chaville - Vélizy, Gare de Versailles-Chantiers, Gare de Versailles-Château-Rive-Gauche, Gare de Fontenay-le-Fleury, Gare de Plaisir - Les Clayes et Gare de Plaisir - Grignon.   |                                               |                                               |                                               |                                               |                                               |                                               |                                               |                                               |
| N160  | Autre : - Zones traversées : 1 à 5. - Arrêts non accessibles aux UFR : — - Particularités : La ligne fonctionne tous les jours de 1 h à 5 h 20. - Remplacement nocturne : Elle assure le remplacement nocturne de la ligne C du RER (branches Versailles et Saint-Quentin-en-Yvelines) entre Gare de Javel et Gare de Versailles-Château-Rive-Gauche et de la ligne N du Transilien de la Gare Montparnasse, et entre Gare de Bellevue et Gare de Plaisir - Grignon. - Date de dernière mise à jour : 22 janvier 2024.                                                                                   |                                               |                                               |                                               |                                               |                                               |                                               |                                               |                                               |
| N160  | Dernière actualisation : — |                                               |                                               |                                               |                                               |                                               |                                               |                                               |                                               |
| N161  | Gare Montparnasse ⥋ Gare de La Verrière | Gare Montparnasse ⥋ Gare de La Verrière       | Gare Montparnasse ⥋ Gare de La Verrière       | Gare Montparnasse ⥋ Gare de La Verrière       | Gare Montparnasse ⥋ Gare de La Verrière       | Gare Montparnasse ⥋ Gare de La Verrière       | Gare Montparnasse ⥋ Gare de La Verrière       | Gare Montparnasse ⥋ Gare de La Verrière       | Gare Montparnasse ⥋ Gare de La Verrière       |
| N161  | Ouverture / Fermeture 8 juillet 2024 / — | Longueur —                                    | Durée —                                       | Nb. d’arrêts 30                               | Matériel —                                    | Jours de fonctionnement L, Ma, Me, J, V, S, D | Jour / Soir / Nuit / Fêtes N / N / O / O      | Voy. / an —                                   | Exploitant Transdev Sud Yvelines              |
| N161  | Desserte : - Villes et lieux desservis : Paris, Boulogne-Billancourt, Sèvres (Hôpital Jean Rostand), Chaville, Viroflay, Versailles, Saint-Cyr-l'École, Montigny-le-Bretonneux (Groupe scolaire Pasteur), Trappes, Élancourt, Maurepas et La Verrière. - Stations et gares desservies : Gare Montparnasse, Porte de Versailles, Balard, Marcel Sembat, Gare de Porchefontaine, Gare de Versailles-Chantiers, Gare de Versailles-Château-Rive-Gauche, Gare de Saint-Cyr, Gare de Saint-Quentin-en-Yvelines - Montigny-le-Bretonneux, Gare de Trappes et Gare de La Verrière.                              |                                               |                                               |                                               |                                               |                                               |                                               |                                               |                                               |
| N161  | Autre : - Zones traversées : 1 à 5. - Arrêts non accessibles aux UFR : — - Particularités : La ligne fonctionne tous les jours de 1 h 10 à 6 h. - Remplacement nocturne : - Elle assure le remplacement nocturne de la ligne C du RER (branche Versailles) entre Gare de Viroflay-Rive-Gauche et Gare de Saint-Quentin-en-Yvelines et de la ligne N du Transilien de la Gare Montparnasse, et entre Gare de Sèvres-Rive-Gauche et Gare de La Verrière. - Elle remplace également la ligne de bus RATP 171 sur son parcours entre Sèvres et Versailles. - Date de dernière mise à jour : 22 janvier 2024. |                                               |                                               |                                               |                                               |                                               |                                               |                                               |                                               |
| N161  | Dernière actualisation : — |                                               |                                               |                                               |                                               |                                               |                                               |                                               |                                               |
| N162  | Gare Montparnasse ⥋ Gare de Rambouillet | Gare Montparnasse ⥋ Gare de Rambouillet       | Gare Montparnasse ⥋ Gare de Rambouillet       | Gare Montparnasse ⥋ Gare de Rambouillet       | Gare Montparnasse ⥋ Gare de Rambouillet       | Gare Montparnasse ⥋ Gare de Rambouillet       | Gare Montparnasse ⥋ Gare de Rambouillet       | Gare Montparnasse ⥋ Gare de Rambouillet       | Gare Montparnasse ⥋ Gare de Rambouillet       |
| N162  | Ouverture / Fermeture 8 juillet 2024 / — | Longueur —                                    | Durée —                                       | Nb. d’arrêts 26                               | Matériel —                                    | Jours de fonctionnement L, Ma, Me, J, V, S, D | Jour / Soir / Nuit / Fêtes N / N / O / O      | Voy. / an —                                   | Exploitant Transdev Sud Yvelines              |
| N162  | Desserte : - Villes et lieux desservis : Paris, Boulogne-Billancourt, Guyancourt, Montigny-le-Bretonneux, Trappes, Élancourt, La Verrière, Le Mesnil-Saint-Denis, Coignières, Les Essarts-le-Roi, Le Perray-en-Yvelines et Rambouillet. - Stations et gares desservies : Gare Montparnasse, Marcel Sembat, Gare de Saint-Quentin-en-Yvelines - Montigny-le-Bretonneux, Gare de La Verrière, Gare de Coignières, Gare des Essarts-le-Roi et Gare de Rambouillet. |                                               |                                               |                                               |                                               |                                               |                                               |                                               |                                               |
| N162  | Autre : - Zones traversées : 1 à 5. - Arrêts non accessibles aux UFR : — - Particularités : - La ligne fonctionne tous les jours de 1 h 5 à 5 h 10. - Les nuits du vendredi au dimanche, le service est renforcé et un bus sur deux est prolongé au-delà de la Verrière vers Rambouillet. - Remplacement nocturne : Elle assure le remplacement nocturne de la ligne N du Transilien de la Gare Montparnasse, et entre Gare de La Verrière et Gare de Rambouillet. - Date de dernière mise à jour : 3 novembre 2024.                                                                                     |                                               |                                               |                                               |                                               |                                               |                                               |                                               |                                               |
| N162  | Dernière actualisation : — |                                               |                                               |                                               |                                               |                                               |                                               |                                               |                                               |